# A Division 1921/1922
První ročník Irish League (1. irské fotbalové ligy) se konal za účasti osmi klubů z hlavního města Dublinu. Sezona začala 17. září 1921 a skončila 17. prosince téhož roku. 

## Kluby
| Klub             | Město                 | Stadion          |
| ---------------- | --------------------- | ---------------- |
| Bohemians        | Dublin (Phibsborough) | Dalymount Park   |
| Dublin United    | Dublin (Donnybrook)   | Beech Hill       |
| Frankfort        | Dublin (Drumcondra)   | Richmond Road    |
| Jacobs           | Dublin (Crumlin)      | Rutland Avenue   |
| Olympia          | Dublin (Inchicore)    | Bellevue Lodge   |
| Shelbourne       | Dublin (Ringsend)     | Shelbourne Park  |
| St. James's Gate | Dublin (Crumlin)      | St. James's Park |
| YMCA             | Dublin (Sandymount)   | Claremount Road  |

## Přehled sezony
První sezony League of Ireland se zúčastnilo osm dublinských týmů, hrajících systémem každý s každým. Všech osm celků strávilo předchozí sezónu v Leinster Senior League, Bohemians a Shelbourne kromě toho v sezoně 1919/20 hráli i v severoirské lize.
Vítězem ligy se stal St James's Gate FC, který zároveň zvítězil i ve FAI Cupu a Leinster Senior Cupu.
Kluby Frankfort a YMCA na konci sezóny odešly z ligy a spolu s Rathmines Athletic a Reds United tvoří skupinu týmů, které odehrály v nejvyšší irské lize pouze jednu sezonu.

## Tabulka
| Poř. | Tým              | Z  | V  | R | P  | VG | OG | B  |
| ---- | ---------------- | -- | -- | - | -- | -- | -- | -- |
| 1.   | St. James's Gate | 14 | 11 | 1 | 2  | 31 | 8  | 23 |
| 2.   | Bohemians        | 14 | 10 | 1 | 3  | 35 | 13 | 21 |
| 3.   | Shelbourne       | 14 | 8  | 2 | 4  | 31 | 21 | 18 |
| 4.   | Olympia          | 14 | 5  | 4 | 5  | 20 | 21 | 14 |
| 5.   | Jacobs           | 14 | 4  | 4 | 6  | 23 | 27 | 12 |
| 6.   | Frankfort        | 14 | 3  | 5 | 6  | 22 | 32 | 11 |
| 7.   | Dublin United    | 14 | 5  | 0 | 9  | 25 | 39 | 10 |
| 8.   | YMCA             | 14 | 0  | 3 | 11 | 17 | 43 | 3  |

Zdroje:

Poznámky:
- Z = Odehrané zápasy; V = Vítězství; R = Remízy; P = Prohry; VG = Vstřelené góly; OG = Obdržené góly; B = Body

### Křížová tabulka
| Doma\Venku       | BOH | DBU | FRA | JAC | OLY | SHE | STG | YMC |
| ---------------- | --- | --- | --- | --- | --- | --- | --- | --- |
| Bohemians        |     | 4–2 | 0–0 | 2–0 | 1–0 | 2–0 | 1–2 | 5–0 |
| Dublin United    | 2–5 |     | 6–0 | 3–1 | 0–3 | 1–2 | 0–2 | 3–2 |
| Frankfort        | 1–3 | 5–0 |     | 3–0 | 3–3 | 0–4 | 2–1 | 4–4 |
| Jacobs           | 1–3 | 4–0 | 4–1 |     | 2–1 | 1–4 | 0–0 | 3–1 |
| Olympia          | 1–3 | 2–0 | 1–1 | 2–2 |     | 1–1 | 0–4 | 2–1 |
| Shelbourne       | 2–1 | 2–3 | 3–1 | 1–1 | 3–1 |     | 0–2 | 4–1 |
| St. James's Gate | 1–0 | 5–1 | 2–0 | 4–2 | 0–1 | 4–1 |     | 2–0 |
| YMCA             | 1–5 | 2–4 | 1–1 | 2–2 | 0–2 | 2–4 | 0–2 |     |

Zdroje:

## Nejlepší střelci
|   | Hráč           | Klub             | Gólů |
| - | -------------- | ---------------- | ---- |
| 1 | Jack Kelly     | St. James's Gate | 11   |
| 2 | Patrick Smith  | Jacobs           | 10   |
| 3 | Edward Pollock | Bohemians        | 9    |